# Rozwój społecznościowy oparty na zasobach
Rozwój społecznościowy oparty na zasobach (skr. ABCD, ang. Asset-Based Community Development) – metoda aktywizowania społeczności lokalnej skupiająca się na odkrywaniu i mobilizacji zasobów, które już w danej społeczności występują.

## Charakterystyka
John McKnight, badacz społeczności lokalnych, określił metodę ABCD jako system organizacyjny, który ma uporządkować i nadać sens całemu nieładowi w życiu społeczności. Metoda daje członkom społeczności narzędzia do znalezienia i zmobilizowania tego, co już posiadają, celem wykorzystania w procesie wzmocnienia tej społeczności. Posiadane środki stają się cenne dopiero wtedy, gdy się je skumuluje i uczyni użytecznymi. System posiada trzy fundamentalne cechy:
- jest oparty na zasobach (asset-based) - koncentruje się na tym co już jest pożyteczne w społeczności,
- jest skupiony na tym, co jest wewnątrz społeczności (internally focused) - na znalezieniu wewnętrznych sił i zasobów, gdyż to ludzie żyjący w danej społeczności są najważniejszymi autorami zmiany,
- jest napędzany relacjami (relationship driven) - wspólnoty utrzymują się głównie dzięki połączeniom międzyludzkim, bo tylko w takiej relacji można pokazać swoje talenty[1].

Relacje ujawniają więc wszelkie zasoby społecznościowe oraz możliwości generowania pożytecznych połączeń pomiędzy ich pięcioma elementami składowymi:
- jednostkami (ludzie oraz ich talenty i możliwości),
- lokalnymi stowarzyszeniami, zrzeszeniami, grupami nieformalnymi, klubami, związkami religijnymi, jednostkami samopomocowymi (platformy współdziałania dla wspólnego dobra),
- instytucjami biznesowymi, rządowymi, samorządowymi lub nie działającymi dla zysku, np. firmy, biblioteki, kościoły (ośrodki wsparcia),
- lokalną ekonomią (wymiana gospodarcza uruchamia środki finansowe),
- światem materialnym (natura i kultura: przyroda, krajobraz, budowle, komunikacja)[1].